# Lispocephala steini
Lispocephala steini este o specie de muște din genul Lispocephala, familia Muscidae, descrisă de Shinonaga și Huang în anul 2007.
Este endemică în Taiwan. Conform Catalogue of Life specia Lispocephala steini nu are subspecii cunoscute.